# Ralph Turlington
Ralph Donald Turlington Sr. (Gainesville, 5 de octubre de 1920 - Durham, 12 de mayo de 2021) fue un político estadounidense del estado de Florida.

## Primeros años
Turlington nació en Gainesville, Florida en 1920. Estaba en la clase inaugural de la Escuela de Investigación del Desarrollo PK Yonge, donde fue un alumno distinguido, graduándose en 1938. Asistió a la Universidad de la Florida, donde también fue un exalumno distinguido, para obtener una licenciatura en Ciencias Empresariales y a la Universidad de Harvard para su maestría en el mismo campo.
Después de completar su educación, Turlington sirvió en la Segunda Guerra Mundial y la Guerra de Corea. Después de la guerra, trabajó en la Universidad de Florida. En 1947, se convirtió en miembro de la facultad de Alpha Kappa Psi Professional Business Fraternity. Recibió un premio al alumno distinguido de la Universidad de Florida en 1968.

## Cámara de Representantes de Florida
Fue elegido miembro de la Cámara de Representantes de Florida en 1950 por el Condado de Alachua. Serviría hasta 1974, y eventualmente también se desempeñó como orador de 1967 a 1969. Fue el Comisionado de Educación de Florida de 1974 a 1987. Fue elegido para un cargo constitucional en Florida más veces que cualquier otra persona en la historia de Florida. Después de su servicio como Comisionado de Educación, Turlington se unió al Programa de Pruebas Universitarias Americanas (ACT) y se desempeñó a tiempo completo como consultor de su viejo amigo, el Dr. James W. Carr.

## Vida personal
Turlington estuvo casado con Ann Gellerstedt (hasta su muerte en 2003) y tuvo dos hijos, Donald y Katherine. Turlington falleció el 12 de mayo de 2021 a la edad de 100 años en Carolina del Norte.

## Legado
Una instalación en la Universidad de Florida, Ralph D. Turlington Hall, lleva su nombre. La sede del Departamento de Educación de Florida en Tallahassee, el Edificio Turlington, también recibe su nombre en su honor.